# Sycettidae
Sycettidae é uma família de esponjas marinhas da ordem Leucosolenida.

## Gêneros
- Dunstervillia Bowerbank, 1845
- Homoderma Lendenfeld, 1885
- Leuckartea Haeckel, 1872
- Scypha Gray, 1821
- Streptocomus
- Sycarium Haeckel, 1869
- Sycetta Haeckel, 1872
- Sycocystis Haeckel, 1870
- Sycodendron
- Sycodendrum Haeckel, 1869
- Sycon Risso, 1826
- Syconella Schmidt, 1868
- Sycortis Haeckel, 1872
- Sycum Agassiz, 1846